# Idiothele mira
Idiothele mira is een spinnensoort in de taxonomische indeling van de vogelspinnen (Theraphosidae).
Het dier behoort tot het geslacht Idiothele. De wetenschappelijke naam van de soort werd voor het eerst geldig gepubliceerd in 2010 door Gallon.